# Puntea de Greci, Dâmbovița
Puntea de Greci (în bulgară Пунтя де Греч sau Новото Село) este un sat în comuna Petrești din județul Dâmbovița, Muntenia, România. În rândul etniei bulgare din județul Dâmbovița, localitatea era cunoscută sub numele de Novoto Selo, adică "Satul Nou ". Până în anul 1940 au fost păstrate portul și obiceiurile tradiționale. După anul 1975 s-au.
înmulțit căsătoriile mixte: bulgari-români, limba de baștină fiind în pericol de dispariție. Ocupația de bază a locuitorilor rămâne cea tradițională - legumicultura. Mai este cunoscut drept "Sârbi".
Satul a fost menționat în legătură cu coloniștii bulgari în documente din anii 1806–1814 sub numele de Sârbii ot Puntea de Greci. În Registrul de evidență al populației din 1838 se înregistrează prezența a 66 de gospodării „sârbești” (bulgarii din Țările Române erau înregistrați drept sârbi în documentele vremii). Se crede că un număr semnificativ de bulgari au venit în sat în 1812 din regiunile Rahova/Oreahovo, Plevna și Veliko Tărnovo. Gustav Weigand a vizitat satul în 1898 și l-a inclus ulterior în atlasul său ca localitate cu populație bulgară. În a doua jumătate a secolului al XX-lea locuiau în sat aproximativ 340 de familii bulgare. Principala lor ocupație era grădinăritul. A existat o tendință puternică în rândul tinerilor de a se muta în orașe.